# Olympische Sommerspiele 1988/Teilnehmer (Kolumbien)
| Gelbes Symbol für Goldmedaillen mit stilisierten Olympischen Ringen | Graues Symbol für Silbermedaillen mit stilisierten Olympischen Ringen | Braundes Symbol für Bronzemedaillen mit stilisierten Olympischen Ringen |
| ------------------------------------------------------------------- | --------------------------------------------------------------------- | ----------------------------------------------------------------------- |
| —                                                                   | —                                                                     | 1                                                                       |

Kolumbien nahm an den Olympischen Sommerspielen 1988 in Seoul, Südkorea, mit einer Delegation von 40 Sportlern (34 Männer und sechs Frauen) teil.

## Medaillengewinner

### Bronze
| Name(n)           | Sportart | Wettkampf     |
| ----------------- | -------- | ------------- |
| Jorge Julio Rocha | Boxen    | Bantamgewicht |

## Teilnehmer nach Sportarten

### Boxen
- Simon Morales
Fliegengewicht: 33. Platz

- Jorge Julio Rocha
Bantamgewicht: Bronze

### Fechten
- Mauricio Rivas
Degen, Einzel: 12. Platz
Degen, Mannschaft: 9. Platz

- Juan Miguel Paz
Degen, Einzel: 12. Platz
Degen, Mannschaft: 9. Platz

- Joaquin Pinto
Degen, Einzel: 12. Platz
Degen, Mannschaft: 9. Platz

- Oscar Arango
Degen, Mannschaft: 9. Platz

- William González
Degen, Mannschaft: 9. Platz

### Gewichtheben
- Oscar Penagos
Bantamgewicht: 17. Platz

- Tolentino Murillo
Federgewicht: 8. Platz

- Jhon Salazar
Federgewicht: 9. Platz

### Judo
- Eduardo Landazury
Halbleichtgewicht: 14. Platz

- Luis Ochoa
Halbmittelgewicht: 20. Platz

- William Medina
Mittelgewicht: 19. Platz

### Leichtathletik
- Pedro Ortiz
10.000 Meter: Vorläufe
Marathon: 39. Platz

- Héctor Moreno
20 Kilometer Gehen: 33. Platz
50 Kilometer Gehen: 30. Platz

- José Querubin Moreno
20 Kilometer Gehen: DNF

- Amparo Caicedo
Frauen, 100 Meter: Viertelfinale
Frauen, 4 × 100 Meter: Vorläufe
Frauen, 4 × 400 Meter: Vorläufe

- Norfalia Carabalí
Frauen, 200 Meter: Viertelfinale
Frauen, 400 Meter: Halbfinale
Frauen, 4 × 100 Meter: Vorläufe
Frauen, 4 × 400 Meter: Vorläufe

- Ximena Restrepo
Frauen, 200 Meter: Vorläufe
Frauen, 4 × 100 Meter: Vorläufe
Frauen, 4 × 400 Meter: Vorläufe

- Olga Escalante
Frauen, 4 × 100 Meter: Vorläufe
Frauen, 4 × 400 Meter: Vorläufe

- María Isabel Urrutia
Frauen, Kugelstoßen: 21. Platz in der Qualifikation
Frauen, Diskuswurf: 17. Platz in der Qualifikation

### Radsport
- Juan Arias
Straßenrennen, Einzel: 31. Platz

- Nelson Rodríguez
Straßenrennen, Einzel: 48. Platz

- Dubán Ramírez
Straßenrennen, Einzel: 67. Platz

- Ángel Noé Alayón
100 Kilometer Mannschaftszeitfahren: 21. Platz

- Pedro Bonilla
100 Kilometer Mannschaftszeitfahren: 21. Platz

- Orlando Castillo
100 Kilometer Mannschaftszeitfahren: 21. Platz

- Julio Cesar Rodríguez
100 Kilometer Mannschaftszeitfahren: 21. Platz

### Reiten
- Héctor Rodríguez
Dressurreiten, Einzel: 38. Platz

- María Paula Bernal
Dressurreiten, Einzel: 53. Platz

- Manuel Torres
Springreiten, Einzel: DNF im Finale

- Juan Carlos García
Springreiten, Einzel: 50. Platz in der Qualifikation

### Ringen
- Víctor Hugo Capacho
Halbfliegengewicht, griechisch-römisch: Gruppenphase

- Javier Delgado
Halbfliegengewicht, Freistil: Gruppenphase

- Oscar Muñoz
Fliegengewicht, Freistil: Gruppenphase

- Javier Rincon
Federgewicht, Freistil: Gruppenphase

### Schießen
- Bernardo Tobar
Luftpistole: 29. Platz
Schnellfeuerpistole: 6. Platz
Freie Pistole: 29. Platz

- Alfredo González
Schnellfeuerpistole: 26. Platz

- Jorge Molina
Skeet: 38. Platz

### Schwimmen
- Pablo Restrepo
100 Meter Brust: 19. Platz
200 Meter Brust: 20. Platz